# Ub Iwerks

Oswald the Lucky Rabbit door Iwerks

Ub Iwerks (voluit Ubbe Ert Iwerks) (Kansas City (Missouri), 24 maart 1901 – Burbank, 7 juli 1971) was een Amerikaans tekenaar en filmregisseur. Hij heeft voornamelijk naam gemaakt door zijn werk voor de tekenfilms van Walt Disney. 

## Levensloop en carrière
Iwerks werd geboren in Kansas City, Missouri. Zijn familie was afkomstig uit Oost-Friesland (Duitsland). Zijn naar de Verenigde Staten geïmmigreerde vader, een kapper, had Ub als tiener in de steek gelaten. 
Iwerks was verantwoordelijk voor de opvallende stijl van de eerste Disney tekenfilms. De eerste paar Mickey Mouse-tekenfilms werden bijna volledig door Iwerks getekend. Hij was vele jaren de beste vriend van Disney en heeft nagenoeg zijn gehele carrière bij Disney gewerkt.
Op een bepaald moment hebben Iwerks en Disney ruzie gekregen. Toen Iwerks een contract van een concurrent van Disney kreeg aangeboden is hij bij Disney vertrokken om een studio onder zijn eigen naam te beginnen.
"The Iwerks Studio" opende zijn deuren in 1930. De financiële ondersteuning, onder leiding van Pat Powers, kwam met name omdat men vermoedde dat de eerste successen van Disney voornamelijk aan Iwerks te danken waren. Door het vertrek van Iwerks kwam Disney in de problemen, maar dit werd snel verholpen doordat Disney nieuw jong talent aantrok. "The Iwerks Studio" is nooit een groot succes geworden en kon niet tegen Disney en Fleischer op. Toen de financiële steun in 1936 werd stopgezet betekende dit dan ook al snel het einde.
Hierna heeft Ub Iwerks nog even voor Columbia Pictures gewerkt maar keerde in 1940 terug naar de Disney Studio's. Bij zijn terugkeer heeft Iwerks voornamelijk onderzoek gedaan naar visuele effecten. Onder meer de ontwikkeling voor het combineren van 'levende acteurs' in tekenfilms in Song of the South is zijn verdienste.
Iwerks heeft het meest naam gemaakt door zijn creaties Mickey Mouse en Flip the Frog (welke hij voor zijn eigen studio tekende). Flip lijkt meer dan een beetje op het tekenwerk dat hij in het begin deed voor Disney (Mickey Mouse en Oswald the Lucky Rabbit)
Iwerks stond bekend om zijn snelle tekenwerk en zijn maffe gevoel voor humor.
Ub Iwerks stierf aan een hartaanval in Burbank, Californië.

## Galerij

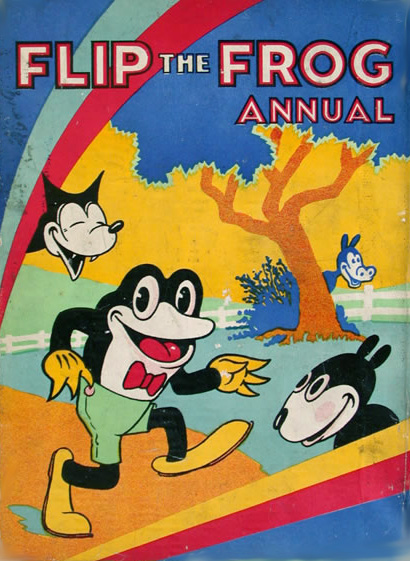
Tekening van Flip the Frog (1930)
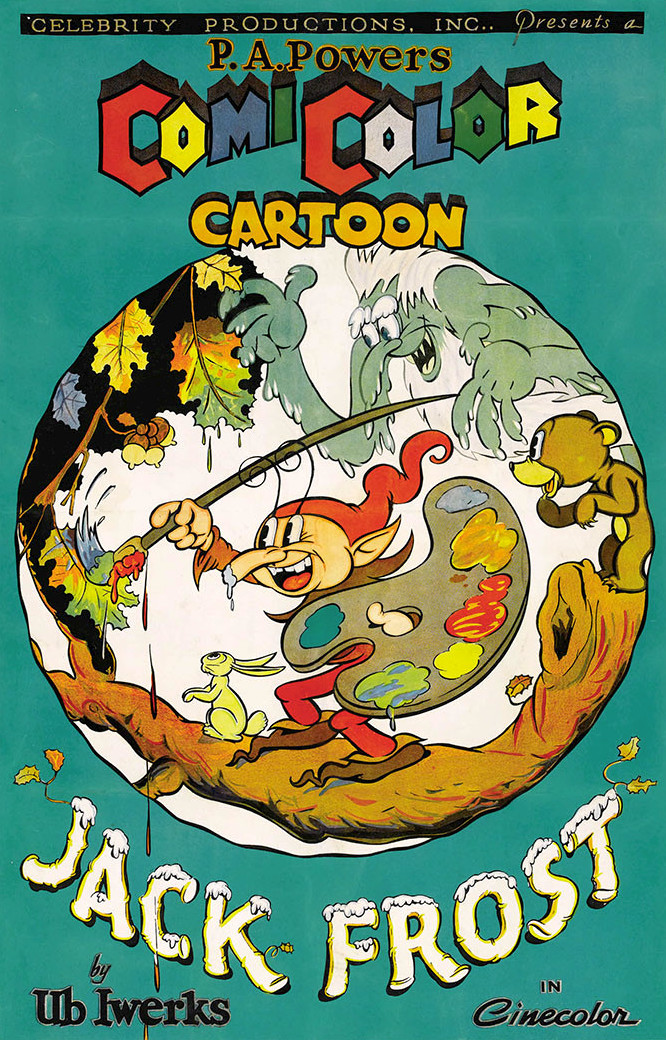
Filmposter voor Jack Frost (1934)
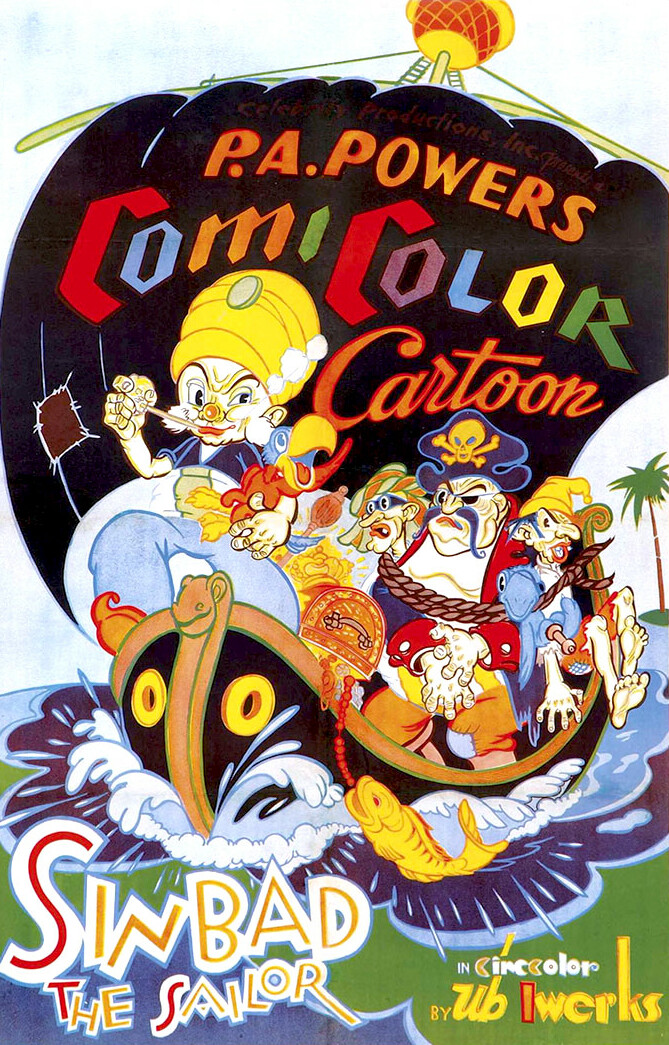
Filmposter voor Sinbad the Sailor (1935)
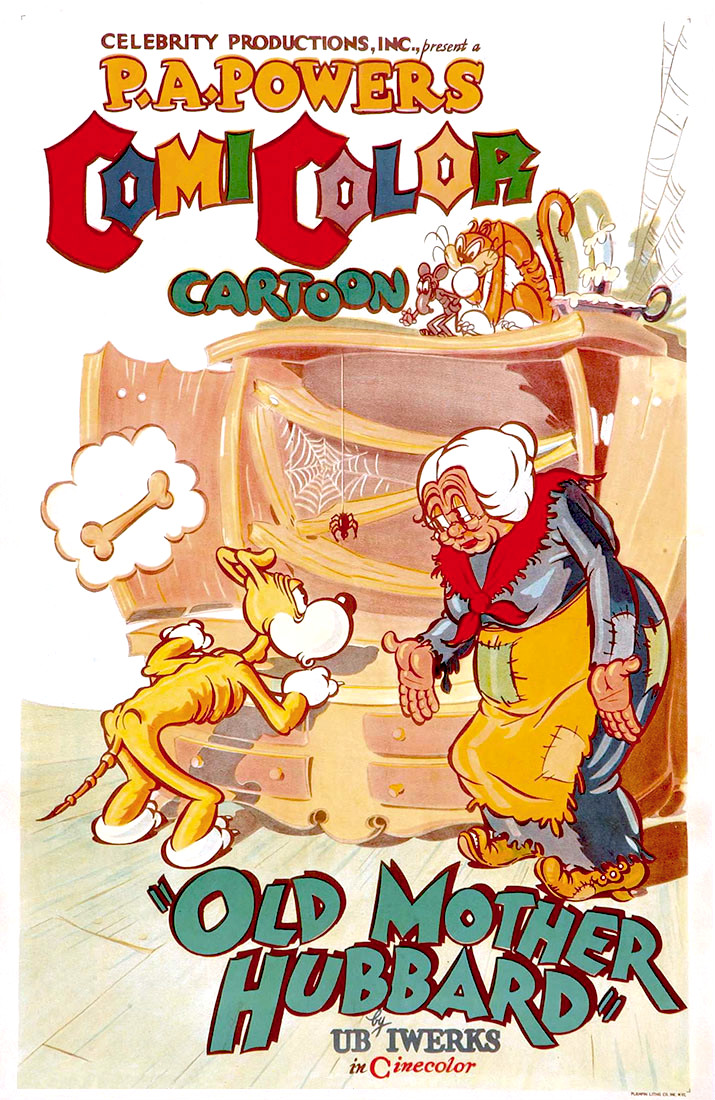
Filmposter voor Old Mother Hubbard (1935)
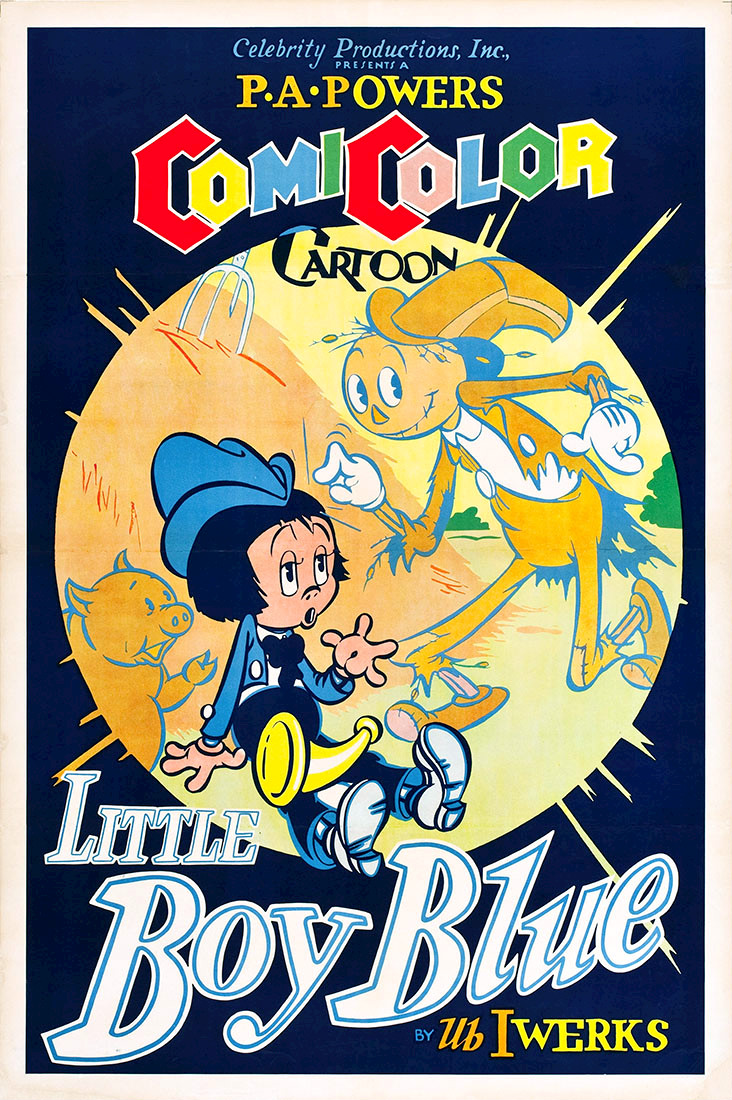
Filmposter voor Little Boy Blue (1936)
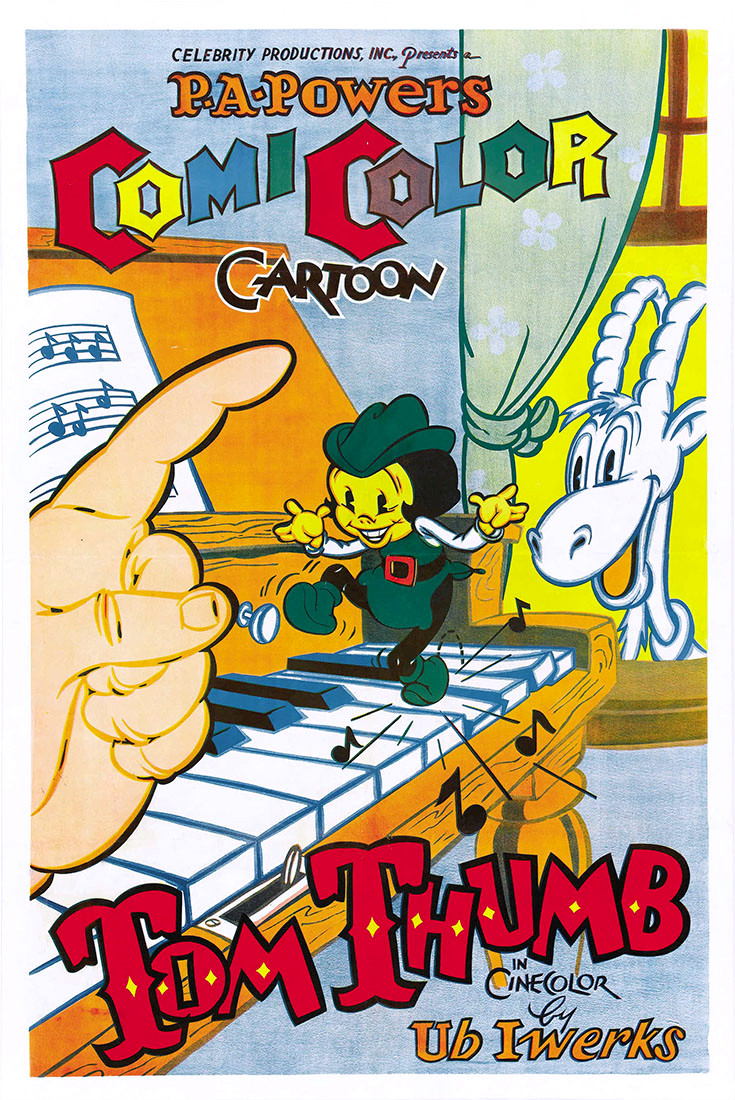
Filmposter voor Tom Thumb (1936)

- Biblioteca Nacional de España: XX1598558
- Bibliothèque nationale de France: cb141080104 (data)
- Gemeinsame Normdatei: 124417280
- International Standard Name Identifier: 0000 0000 6658 664X
- Library of Congress Control Number: n92036102
- Nationale Bibliotheek van Tsjechië: xx0171000
- Nationale Bibliotheek van Israël: 987007349402205171
- SNAC: w60s1w4p
- Système universitaire de documentation: 128705507
- Union List of Artist Names: 500128951
- Virtual International Authority File: 66672524
- WorldCat: E39PBJtMmjxpkVh8bXT8V6v4MP